# 이행인수
이행인수(履行引受)란 인수인이 채무자를 대신하여 그 채무를 이행할 것을 약정하는 채무자와 인수인 사이의 이행 인수계약이다.

## 사례
부동산을 매매할 때 매매계약서에 “매수인이 은행대출금 2억원을 대신 갚고 나머지 금액만 잔금으로 지급한다”고 기재하여 기존의 근저당채무를 승계하는 경우는 채무만 대신 갚으면 되고 채무자 명의를 굳이 바꾸지 않아도 된다는 뜻이므로 이행인수이다.

## 판례
부동산의 매수인이 매매목적물에 관한 근저당권의 피담보채무, 가압류채무, 임차보증금반환채무 등을 인수하는 한편 그 채무액을 매매대금에서 공제하기로 약정한 경우, 이는 면책적 채무인수가 아니라 이행인수로 보아야 하고, 매수인은 제3자의 지위에서 매도인에 대하여만 그의 채무를 변제할 부담한다

## 같이 보기
- 채무인수
- 병존적 채무인수
- 면책적 채무인수